# Ségo et Sarko sont dans un bateau
Pour plus de détails, voir Fiche technique et Distribution.
Ségo et Sarko sont dans un bateau est un documentaire français réalisé par Karl Zéro et Michel Royer, sorti en 2007. Il s'agit d'un documentaire politique de 95 minutes qui brosse le portrait des deux principaux candidats à la présidence de la République française de 2007 : Ségolène Royal et Nicolas Sarkozy. 
Les réalisateurs opposent habilement deux versions jazz manouche de La Marseillaise et de L'Internationale selon que la parole est à Nicolas Sarkozy ou Ségolène Royal.

## Fiche technique
- Réalisation : Karl Zéro et Michel Royer
- Musique originale : Alexandre Desplat et musiques additionnelles de Denis Lefdup
- Montage : Pascal Ryon
- Société de production : La Société Secrète (société de production de Karl Zéro)
- Société de distribution : Rezo Films

## Distribution
- Ségolène Royal
- Nicolas Sarkozy
- Karl Zéro

## Exploitation
Grâce à un partenariat avec le fournisseur d'accès à Internet Neuf, Karl Zéro vend d’abord son film en vidéo à la demande (VOD) puis en DVD, en supplément du magazine VSD le 21 mars 2007, avant de demander le visa d'exploitation pour une sortie en salle le 4 avril. Ce type d’exploitation commerciale, assez inhabituelle, lui permet de s’affranchir des règles de la Commission de classification du CNC en assurant une diffusion multi-support dans un délai très court. Le film rencontre un vif succès en DVD et en VOD[réf. nécessaire].
Le film a ensuite été diffusé à la télévision sur Canal+.

## Réception
L'Express déplore le côté anecdotique du film et son manque de rythme. La Libre Belgique regrette un traitement proche du zapping avec des dérapages flagrants.